# Alte Evangelische Kirche Wilferdingen

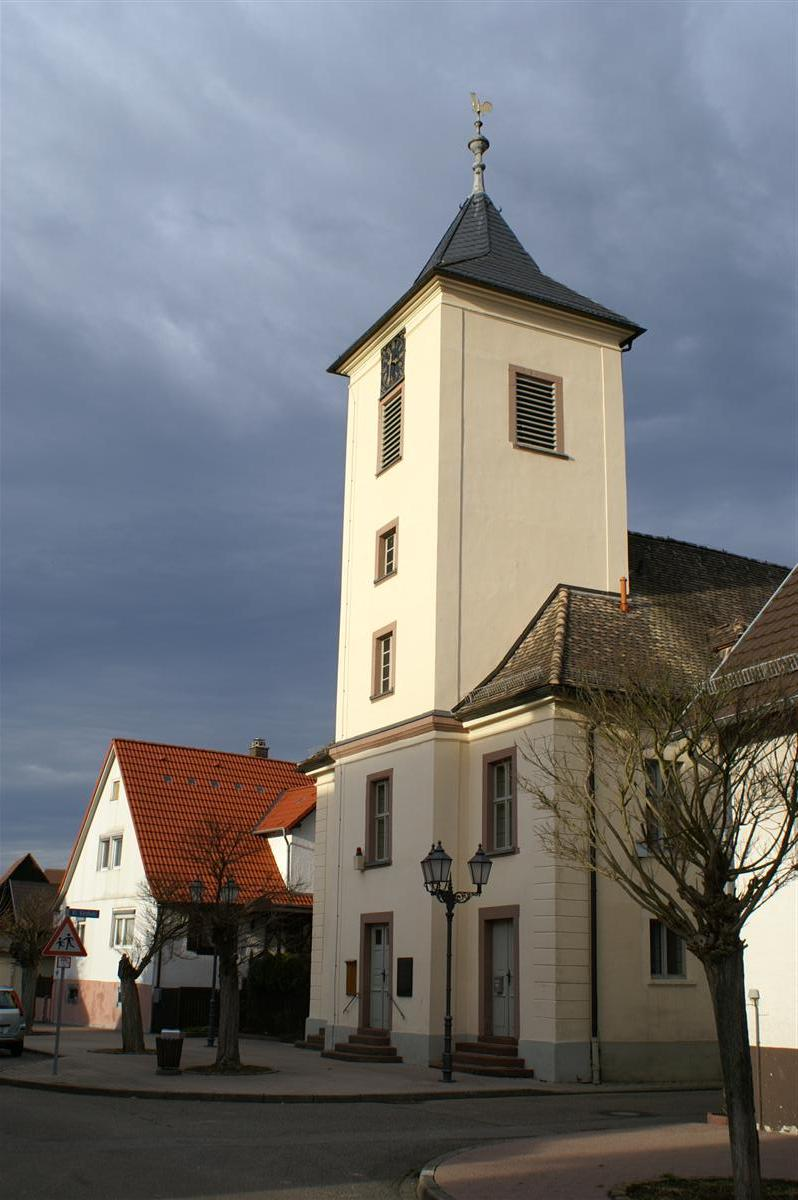
Alte Evangelische Kirche Wilferdingen

Die Alte Evangelische Kirche, sie ist heute ein Kulturzentrum, steht in Wilferdingen, einem Ortsteil der Gemeinde Remchingen im Enzkreis in Baden-Württemberg. Das Bauwerk ist beim Landesamt für Denkmalpflege Baden-Württemberg als Baudenkmal eingetragen. Sie gehörte zur Kirchengemeinde Wilferdingen im Kirchenbezirk Badischer Enzkreis der Evangelischen Landeskirche in Baden, die heute an ihrer Stelle die neugebaute Christuskirche nutzt.

## Beschreibung
Die frühklassizistische Saalkirche wurde 1784–86 unter Markgraf Karl Friedrich gebaut. Sie besteht aus einem zweigeschossigen Langhaus, einem eingezogenen Chor im Osten und einem Kirchturm im Westen, der fast vollständig in das Langhaus eingestellt ist. Die oberen Geschosse des Kirchturms beherbergen die Turmuhr und den Glockenstuhl mit drei Kirchenglocken. Darauf sitzt ein achtseitiger, schiefergedeckter Knickhelm. 
Der Innenraum wurde an drei Seiten mit Emporen ausgestattet. Zur Kirchenausstattung gehört ein Kanzelaltar. Der Erhalt der Kirche wird von einem Förderverein geleistet.